# Roman Zobnin
Roman Sergeyevich Zobnin - em russo, Роман Сергеевич Зобнин (Irkutsk, 11 de fevereiro de 1994) é um futebolista russo que atua como meio-campo. Atualmente, joga pelo Spartak Moscou.

## Carreira
Foi convocado para defender a Seleção Russa de Futebol na Copa do Mundo de 2018 e na Eurocopa de 2020.